# 낫잿방어

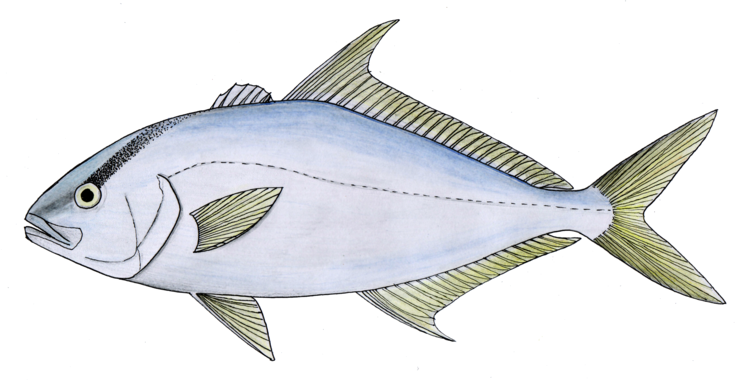

낫잿방어(학명:Seriola rivoliana)는 전갱이목 전갱이과에 속하는 물고기이다. 몸길이는 1.5m에 몸무게가 80kg인 대형어류에 속한다.

## 특징과 먹이
낫잿방어는 잿방어와 대체적으로 특징이 비슷하지만 꼬리지느러미에서 잿방어와 확연한 차이점을 찾을 수가 있는 어종으로 잿방어는 꼬리지느러미의 초승달 모양이 극히 잘 발달되어 있어 가장자리가 움푹 페여 있지만 낫잿방어는 잿방어에 비해 초승달의 모양이 덜 움푹 페여 있으며 꼬리지느러미의 하엽에 끝의 색이 잿방어는 대체적으로 흰색이지만 낫잿방어는 검은색을 띄는 차이점이 있다. 낫잿방어는 다른 이름으로 납작방어라고도 불리며 눈에서부터 시작해 꼬리지느러미까지 이어지는 측선에 옆줄과 세로띠가 노란색을 띄고 있으며 옆줄을 기점으로 등쪽은 적자색이나 갈색을 띄고 있고 배쪽은 회색을 띄고 있다. 눈에서부터 시작되어 꼬리지느러미까지 노란색의 띠를 가진 것 외에도 갈색의 띠를 더 가지고 있는 것이 낫잿방어의 특징이다. 또한 양턱에는 제법 날카로운 이빨을 가지고 있다. 먹이는 육식성이 가장 어종으로서 멸치, 청어, 정어리, 꽁치 등의 작은물고기들과 오징어와 같은 두족류 외에 갑각류 등을 모두 잡아먹는다.

## 서식지와 어획
낫잿방어는 태평양 일대에서 주로 서식하며 남부 태평양 일대까지 광범위하게 서식하고 있다. 방어보다 더 따듯한 바다를 선호하며 수심 10~120m에 주로 서식하는 표해수대의 어류이다. 낫잿방어는 식용으로도 쓰이는 어종인데 회를 비롯한 구이나 다양한 요리를 해먹기도 한다. 다만 살아있는 개체를 다룰 때는 낫잿방어가 이빨이 날카로운 어종인만큼 반드시 주의를 해야 한다.

## 같이 보기
- 방어속
- 전갱이목
- 전갱이과